# Eyes Wide, Tongue Tied
Albums de The Fratellis
We Need Medicine
(2013) In Your Own Sweet Time
(2018)
Singles
1. Me and the Devil
Sortie : 1er juin 2015
2. Baby Don't You Lie to Me
Sortie : 29 juin 2015

Eyes Wide, Tongue Tied est le quatrième album studio du groupe de rock indépendant écossais The Fratellis, publié le 21 août 2015 sur le label Cooking Vinyl.

## Liste des chansons
Toutes les chansons sont écrites et composées par Jon Fratelli.
| No  | Titre                        | Durée |
| --- | ---------------------------- | ----- |
| 1.  | Me and the Devil             | 5:37  |
| 2.  | Impostors (Little by Little) | 3:38  |
| 3.  | Baby Don't You Lie to Me     | 3:47  |
| 4.  | Desperate Guy                | 3:38  |
| 5.  | Thief                        | 3:27  |
| 6.  | Dogtown                      | 3:43  |
| 7.  | Rosanna                      | 3:31  |
| 8.  | Slow                         | 4:41  |
| 9.  | Getting Surreal              | 3:52  |
| 10. | Too Much Wine                | 4:02  |
| 11. | Moonshine                    | 3:41  |